# 세발까마귀 (음악 그룹)
세발까마귀는 대한민국의 힙합 그룹이다. 2014년 11월 14일 《유희열의 스케치북》에서 데뷔무대를 가졌다. 2015년 7월 18일 방영된 《불후의 명곡 - 전설을 노래하다》에서 우승하였다.

## 멤버
- 이펙 킴 (김효진, 1994년 2월 3일(31세)
- 원 (김효진, 1994년 2월 3일(31세)
- 훈제이 (최정훈, 1991년 2월 18일(34세)

## 음반 목록
- "Zombie Killer" (2014년)

### 불후의 명곡
- "빗속의 여인" (2015년)
- "사랑의 거리" (2015년)
- "내 마음의 꽃 + 길지 않은 시간이었네" (2015년)
- "밤이면 밤마다" (2015년)
- "담배 가게 아가씨" (2015년)